# Mistrzowie strongman: Węgry
Mistrzowie strongman: Węgry – (Magyarország Legerősebb Embere) doroczne, indywidualne zawody
siłaczy, organizowane na Węgrzech.

## Mistrzowie
| Rok  | Mistrz        |
| ---- | ------------- |
| 1988 | László Fekete |
| 1989 | László Fekete |
| 1990 | László Fekete |
| 1991 | László Fekete |
| 1992 | László Fekete |
| 1993 | László Fekete |
| 1994 | László Fekete |
| 1995 | László Fekete |
| 1996 | László Fekete |
| 1997 | László Fekete |

| Rok  | Mistrz            | Wicemistrz        | Drugi Wicemistrz |
| ---- | ----------------- | ----------------- | ---------------- |
| 1998 | Mihály Ulvicki    | Ádám Darázs       | Gyula Kövér      |
| 1999 | Ádám Darázs       | Sándor Lóska      | Gyula Kövér      |
| 2000 | Sándor Lóska      | Ádám Darázs       | Mihály Ulvicki   |
| 2001 | Mihály Ulvicki    | Ádám Darázs       | Gyula Kövér      |
| 2002 | János Dávid       | Mihály Ulvicki    | István Borzi     |
| 2003 | Ádám Darázs       | István Borzi      | Tamás Szabó      |
| 2004 | Ádám Darázs       | István Borzi      | János Dávid      |
| 2005 | Ádám Darázs       | Tamás Malatinszky | János Dávid      |
| 2006 | Péter Nagy        | János Dávid       | Gábor Forgács    |
| 2007 | Tamás Malatinszky | Zsolt Endrei      | János Keszler    |
| 2008 | Zsolt Szabó       | Tamás Malatinszky | Gábor Hrozik     |
| 2009 | Péter Nagy        | Zsolt Szabó       | Lóránt Csikós    |